# Liaoning (16)
El portaaviones Liaoning (16) (en chino: '中国人民解放军海军辽宁舰（16)'; ex-Varyag en ruso: 'Варяг'; en español: 'Varego'; y originalmente bautizado Riga) es el segundo portaaviones de la clase Kuznetsov, usado como portaaviones de la clase Liaoning en la Armada China para la capacitación e instrucción de sus tripulantes para afrontar a su tiempo los requerimientos de futuros proyectos de portaaviones de construcción china como el Shandong (17), el Tipo 003 o el Tipo 004.

## Historial

### Desarrollo

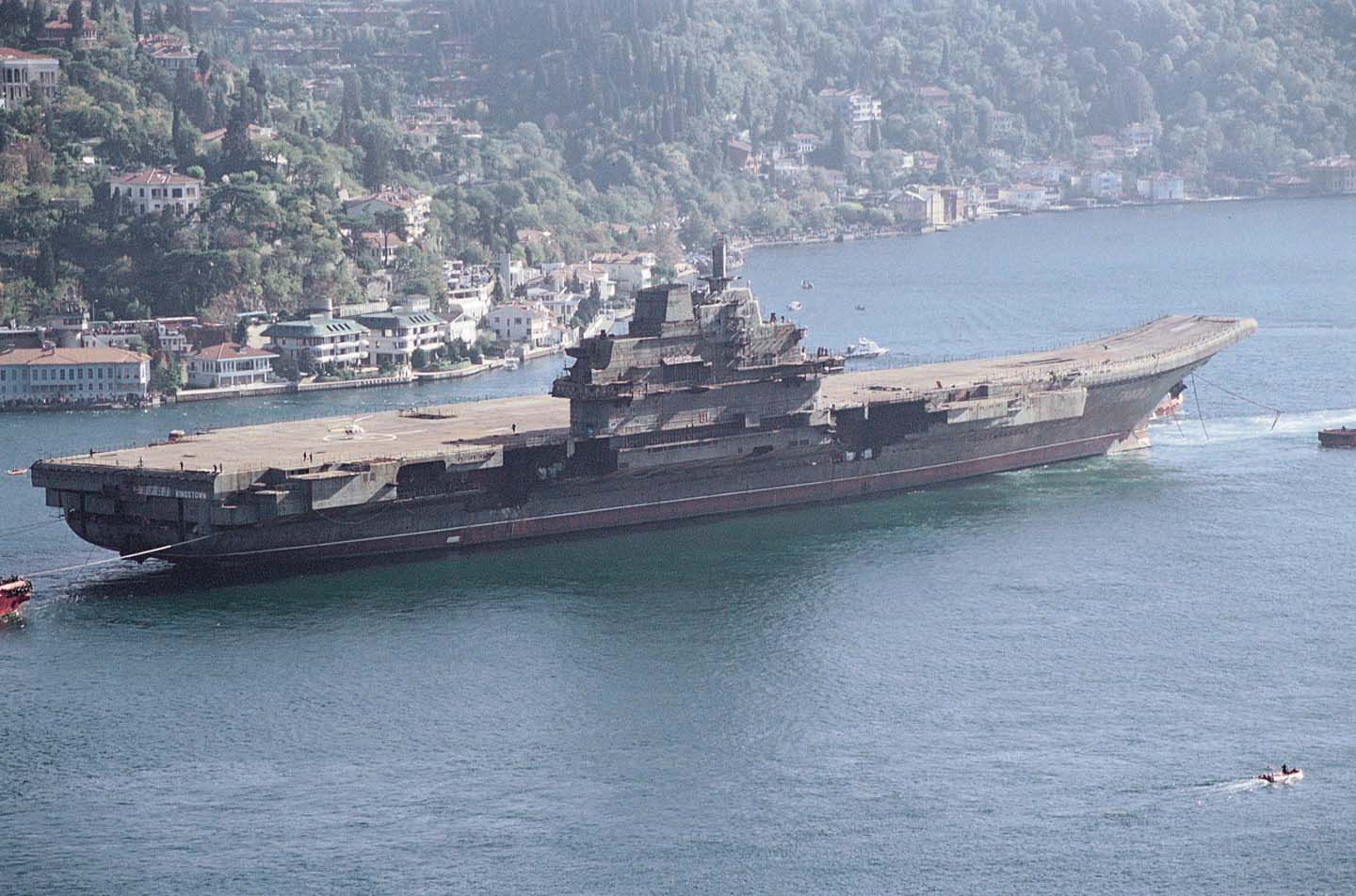
El Varyag siendo remolcado.

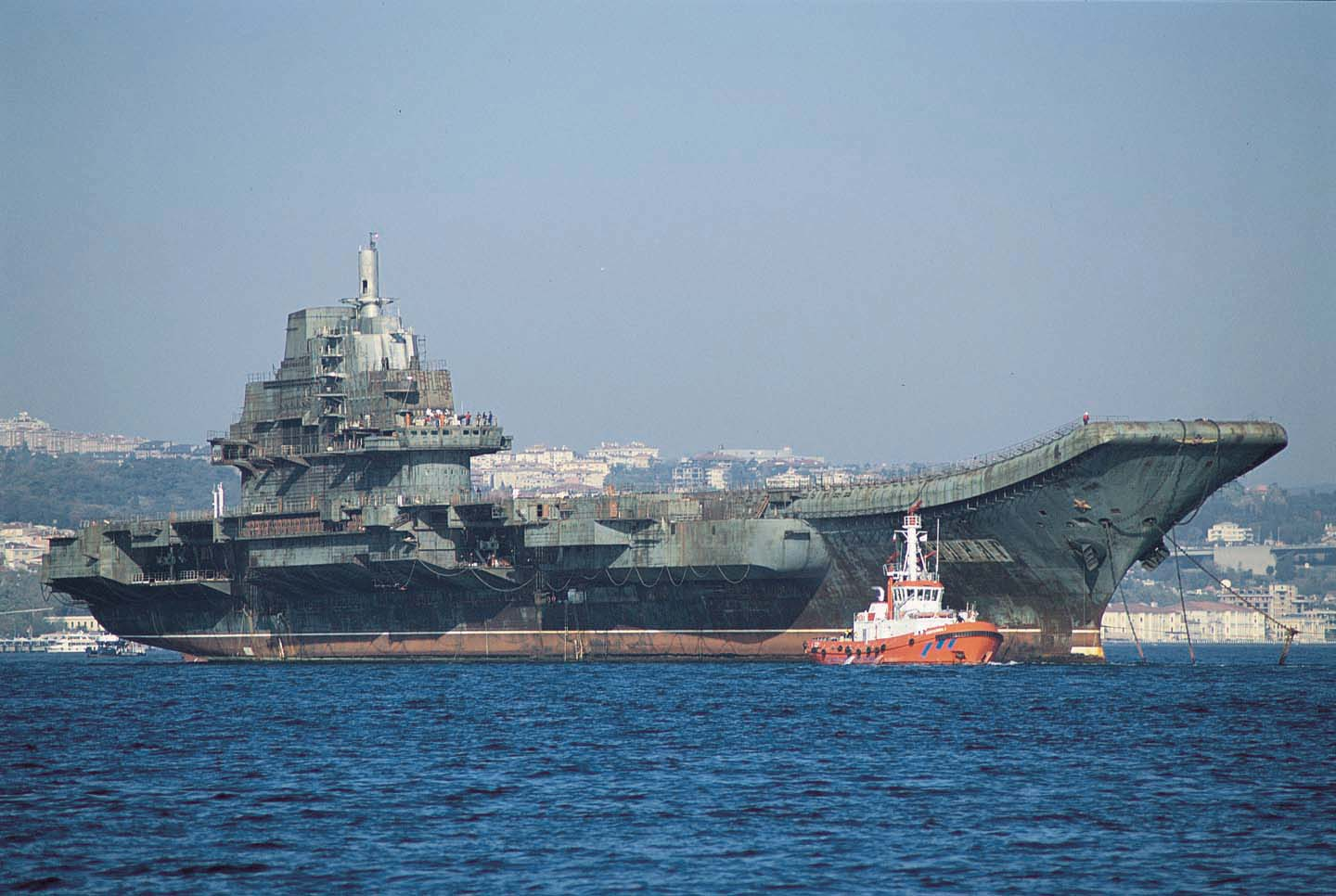
Ex Varyag remolcado en Estambul en 2001.

El buque fue cedido a Ucrania tras la disolución de la Unión Soviética; aunque su construcción en Ucrania se detuvo al 70% de su conclusión, y se intentara vender, sin éxito, el casco al nuevo gobierno ruso para completar su construcción, este también fue ofrecido a China e India, también sin éxito. El gobierno ucraniano decidió venderlo como chatarra a China, al ser incapaz de asumir el costo de su conclusión final y posterior empleo operativo.  Estructuralmente, el portaaviones estaba completo, solamente le faltaban las dotaciones de motorización, sistemas electrónicos, sistemas de defensa y artillería, así como sistemas de emergencia y radares. 
En 1998 el gobierno de Rusia, trabajando como intermediario del ucraniano, logró venderlo por US$ 20 millones de dólares a un consorcio de China llamado Chong Lot Travel Agency, que inicialmente lo usaría como un complejo de casinos flotante, y se acordó que no se emplearía para propósitos militares. A mediados de 2000, la empresa de remolcadores holandeses ITC Suhaili,  con una tripulación filipina, fue contratada para llevar el casco del Varyag a remolque hasta China.
En principio, no obtuvieron el permiso de las autoridades de Turquía para transitar por el peligroso estrecho del Bósforo. Según el Tratado de Montreux de 1936, Turquía tiene la obligación de permitir el paso libre de barcos mercantes, pero tiene cierta soberanía y los derechos de negativa en caso de barcos militares. Hubo problemas para pasar el barco por el estrecho del Bósforo en ruta al Mar Mediterráneo, por su gran tamaño, y fue fotografiado por primera vez sin las antenas de radar y con la línea de flotación alta, por la falta de motores y sistemas de mando, pero logró pasar con éxito en octubre del año 2001.
Tras ser concluido en China, fue rebautizado como Liaoning y entregado al componente naval chino para su uso en instrucción, respetando los compromisos acordados tras su venta.
El casco del buque pasó 16 meses bajo contrato comercial de remolque, circulando en el Mar Negro, hasta que varios ministros de alto nivel del gobierno de China llevaron a cabo las negociaciones en Ankara. El 1 de noviembre de 2001, Turquía finalmente cedió en su postura inicial, de que el buque era demasiado grande y un peligro para los puentes de Estambul, y permitió el tránsito hacia el Mar Mediterráneo.
El casco del Varyag fue escoltado por 27 buques de apoyo, entre ellos 11 remolcadores y 3 embarcaciones de práctico para su control, y tomó 6 horas para transitar por el Estrecho del Bósforo, en donde 16 pilotos y 250 marineros estaban involucrados.
Egipto no permite el paso de barcos de guerra por el Canal de Suez cuando estos carecen de propulsión propia, por lo que el casco fue remolcado por todo el Mediterráneo, hasta España a través del Estrecho de Gibraltar, luego por la costa de África a través del Cabo de Buena Esperanza, y por el estrecho de Malaca, logrando los permisos de paso por varios países, primero por Turquía, luego por Grecia, Las Palmas (España), Maputo (Mozambique) y finalmente por Singapur en su remolque hasta China. La flota de barcos remolcadores y de apoyo entró con el portaaviones en aguas chinas el 20 de febrero de 2002, y finalmente llegó al puerto chino de Dalian en marzo de 2002, siendo montado en un dique seco de la Armada China para trabajar en las mejoras de la nave durante varios años.
Comenzaron entonces los trabajos de reacondicionado por técnicos de China durante varios años. En 2009 fue fotografiado nuevamente, tiene un nuevo bulbo de proa, más grande, largo y con un nuevo diseño hidrodinámico, para mejorar la estabilidad de la nave, no se instalarán los misiles verticales bajo la cubierta del diseño original del Portaaviones Almirante Kuznetsov, que tiene más capacidad de transporte de armamento pesado y 6 silos con tubos verticales de lanzadores de misiles, diseñado para otro tipo de combate durante la Guerra Fría.
Transportará helicópteros navales pesados, el caza naval pesado derivado del Su-27. En el futuro también podrá transportar el caza de Quinta generación de cazas de reacción fabricado en China, versión naval del caza Chengdu J-20 y naves no tripuladas.
Se le instalaron y conectaron sistemas de defensa, de alerta, de radar, de emergencia y de comunicaciones, cables, antenas, pintado con los colores de la Armada China, y el gobierno chino piensa comprar el caza Sukhoi Su-33, versión naval del anterior caza Su-27 de base en tierra, para su futura flota de portaaviones.
Añadida a la incesante reconstrucción de que está siendo objeto el portaaviones, desde 2003 hasta 2010, el nuevo nombre con el que las autoridades chinas piensan rebautizar al navío es Shi Lang, en honor a un almirante de la dinastía Qing que conquistó Taiwán en el siglo XVII.  Probablemente será usado como buque de entrenamiento y para crear doctrina.
El 8 de junio de 2011, el jefe del Departamento General del Ejército de Liberación de la República Popular China confirmó que el primer portaaviones chino estaba en construcción.
Este navío volvió a ser botado al mar y desde el año 2011 comenzó su segunda fase de pruebas, siendo fotografiado nuevamente por la empresa DigitalGlobe Inc.

### Historial operativo

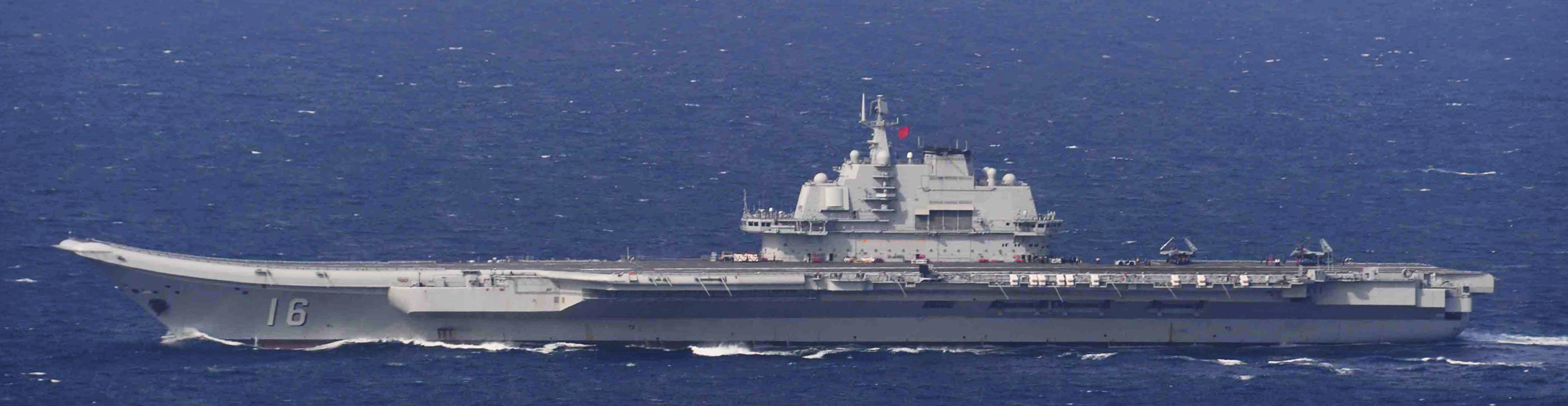
Liaoning en el Mar de China Oriental, año 2020.

Tras finalizar las pruebas de mar, fue rebautizado Liaoning y entregado al Ejército Popular de Liberación de China en septiembre de 2012, realizándose en noviembre de 2012 el primer aterrizaje en cubierta de un caza J-15.
En diciembre de 2021, el grupo del portaaviones Liaoning se desplegó en el Mar Amarillo, el Mar de China Oriental y el Pacífico Occidental.
En mayo de 2022, el Liaoning y su grupo de ataque de portaaviones realizaron simulacros en el Mar de China Oriental y fueron avistados cerca de la isla Miyako por la JMSDF. Los analistas japoneses notaron un ritmo operativo muy alto del Liaoning, lo que sugiere la creciente confianza y madurez de China en las operaciones de portaaviones.

## Diseño

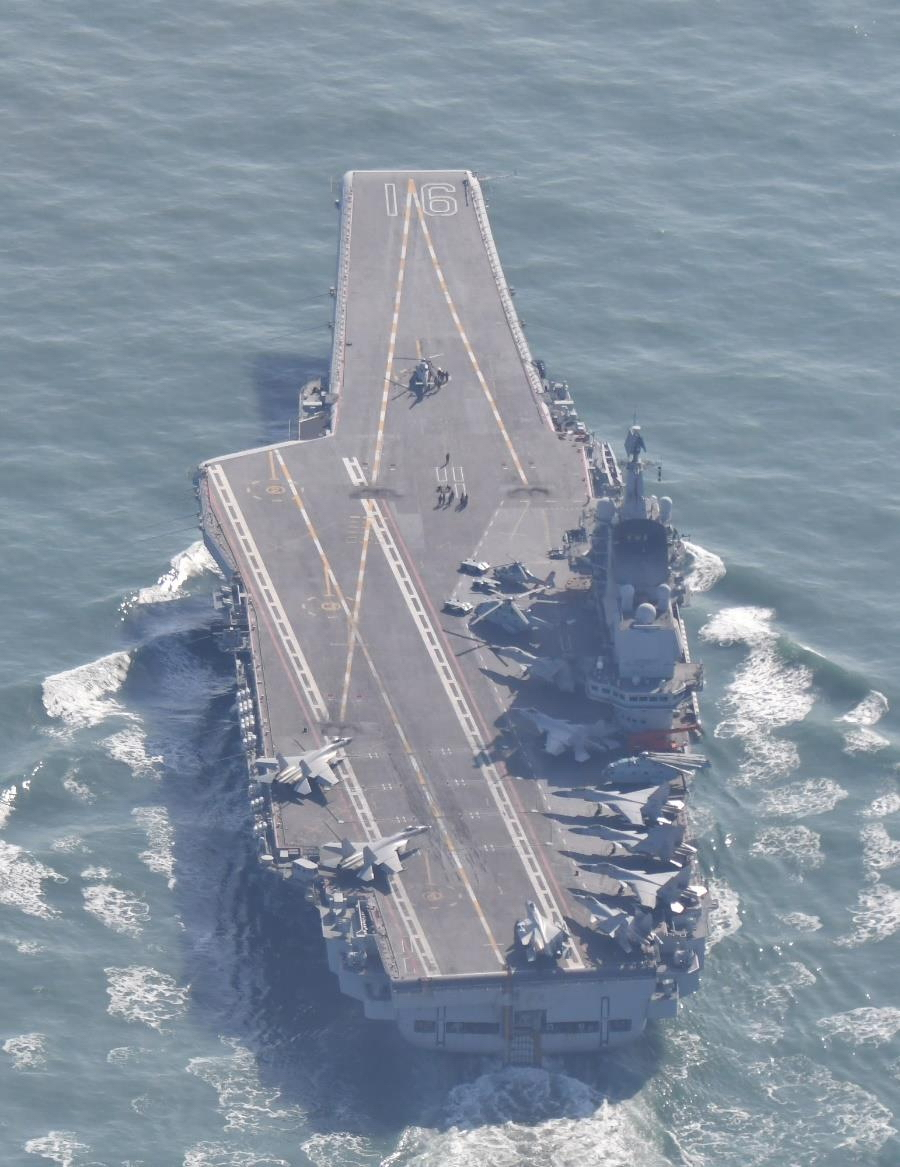
Imagen aérea desde la popa del Liaoning, año 2022.

Aunque diseñado inicialmente como un buque de guerra soviético de la clase Almirante Kuznetsov, por su diseño podría combatir como un buque lanzamisiles, en una misión diferente a la asignada a los portaaviones de la Marina de Estados Unidos, los de Inglaterra o los portaaviones de Francia. Designado inicialmente por sus constructores como un "crucero pesado de transporte de aviones" (en ruso: тяжёлый авианесущий крейсер, "tyazholiy avianesushchiy kreyser" (TAKR o TAVKR, por sus siglas en ruso), destinado a apoyar a la flota de buques de superficie y submarinos, este puede combatir como un buque de guerra, y además transportar aviones de la flota rusa. Por lo tanto, la Unión Soviética y luego, Rusia, han sostenido que estos barcos no son diseñados como portaaviones, bajo la Convención de Montreux y no están sujetos a los límites impuestos al tonelaje de estos buques en viajes a través del Estrecho del Bósforo.
No existe una cifra oficial, pero se estima que el coste de poner el barco en servicio ha podido superar al del último portaaviones clase Nimitz, el George H. W. Bush (6500 millones de dólares). Se cree incluso que pudo costar más que el nuevo portaaviones chino Type 001A Shandong, que ronda los 9.000 millones de dólares.

## Armamento
Dispone de misiles de corto alcance, sistemas de defensa de punto, defensas antisubmarinas y lanzadores de señuelos.
- Los misiles son del tipo "Flying Leopard", un sistema de defensa antimisil chino que se cree equivalente  a los misiles RAM. El Liaoning dispone de tres lanzadores de 18 tubos, dos a proa en cada banda y otro a popa en la banda de babor.
- El sistema de defensa de punto (CIWS en inglés) es un montaje de cañones multitubo Tipo 1130 de 30 mm y 11 tubos.
- El sistema antisubmarino es el Tipo 75, formado por lanzadores de 12 tubos con cohetes de 240 mm, ubicados uno en cada banda a popa.
- Dispone de cuatro lanzadores de señuelos "chaff" para engañar a los misiles antibuque enemigos.

## Grupo aéreo

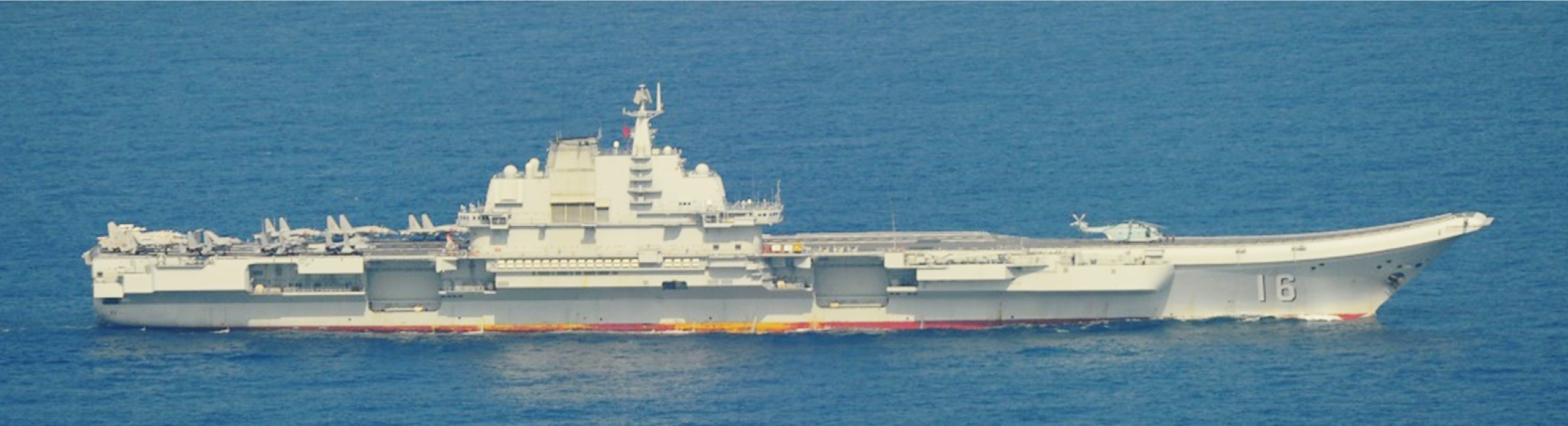
Liaoning navegando en el año 2018

Los aviones de combate que transportaría esta clase de barcos de guerra, quedarían esencialmente restringidos a las operaciones de superioridad aérea y no de ataque contra otros barcos desde el aire, si el barco de apoyo Varyag entraba en funcionamiento, también hubiera tenido la capacidad para operaciones de guerra antisubmarina (ASW), y transportar misiles antibuque de largo alcance, del tipo superficie-superficie.
Este portaaviones tiene un diseño de perfil facetado y bordes inclinados para bajar su marca de radar, es el primer portaaviones comisionado en la Marina de China y se ha construido una segunda unidad, versión mejorada de esta clase, en China. La planta motriz del barco nunca alcanzó la velocidad máxima proyectada, 32 nudos. Este es un tema crítico en el portaaviones, al carecer de catapultas lanzadoras su velocidad punta hará que los aviones no sean capaces de despegar con su máxima carga de armas y combustible. Otra limitación en operación de aviones son los silos de misiles antibuque incluidos en el diseño. Los chinos usaron este espacio para ampliar el hangar, ganando un espacio precioso para los aviones. El nuevo portaviones también ha mejorado este aspecto.
Pero China todavía no tiene aviones caza navales, para operar desde este nuevo portaaviones, se está estudiando la posibilidad de comprar nuevos modelos de aviones caza, fabricar aviones caza navales nacionales, aviones no tripulados y comprar aviones de medio uso de otros países, para iniciar la instrucción de los guardia marinas, en las prácticas navales y operaciones desde portaaviones. 
La producción local del Shenyang J-15 y la aparición de nuevos aviones no tripulados Vehículo aéreo no tripulado UAV Drones
Las pruebas del nuevo caza stealth Shenyang J-31 hicieron disparar alarmas sobre la presencia de este tipo de cazas en el portaviones. Expertos deducen que también carece de capacidades STOVL (de despegue corto y aterrizaje vertical), pero la forma de su morro, la doble rueda en su tren delantero y gancho de apontaje indica que se trata de un caza embarcado.

### Desarrollos relacionados
- Sukhoi Su-33
- Shenyang J-11
- Shenyang J-15
- Shenyang J-31
- Kamov Ka-27
- Mikoyan MiG-29K
- MiG-35
- Sukhoi Su-37
- PAK-FA
- British Aerospace Sea Harrier

### Artículos similares
- Portaaviones Almirante Kuznetsov
- INS Vikramaditya (R33)

### Listas relacionadas
- Portaaviones por país